# Anadenobolus ramagei
Anadenobolus ramagei är en mångfotingart som först beskrevs av Pocock 1894.  Anadenobolus ramagei ingår i släktet Anadenobolus och familjen Rhinocricidae. Inga underarter finns listade i Catalogue of Life.